# Ctrl+Alt+Del
Ctrl+Alt+Del (CAD) es un webcómic sobre videojuegos, que ha dado el paso a la animación, escrito por Tim Buckley. Su nombre viene de la combinación de tres teclas de algunos sistemas operativos (como Linux y Windows) en casos de bloqueo de la computadora. El cómic se iba a llamar originalmente 'overclocked', pero ya existía un webcomic con ese nombre.
El cómic se inició el 23 de octubre de 2002, y  actualmente se publica lunes, miércoles y viernes. La tira se inició con un par de personajes, Ethan y Lucas, como los protagonistas, aunque Lilah, una joven gamer se ha convertido en personaje fijo tras empezar a salir con Ethan. Otros personajes habituales de la tira son Scott, un usuario de Linux, y un robot basado en la consola X-Box llamado Zeke.
Las tiras giran habitualmente en torno a los videojuegos, y, aunque inicialmente fuesen tiras autoconclusivas, poco a poco han ido apareciendo arcos argumentales que dan pie a la aparición de nuevos personajes o giros en la trama principal. Es habitual encontrar todavía tiras autoconclusivas entre estos argumentos, pero normalmente están protagonizados por personajes de videojuegos, o por jugadores "genéricos".
Ctrl+Alt+Del ha llegado a crear una nueva festividad llamada "Winter-een-mas", que dura durante todo enero y que honra a todo lo relacionado con los videojuegos. Winter-een-mas empezó como un argumento en las tiras, pero ahora ha atravesado la cuarta pared y realmente ha conseguido hacerse un hueco en la comunidad gamer.
Los cómics han empezado a traducirse al español, al francés y al alemán el 16 de enero de 2007.

## Winter-een-mas
Winter-een-mas es una fiesta gamer creado por Tim Buckley en el cómic en línea CTRL+ALT+DEL. El nombre se deriva de Winter (invierno en inglés), Halloween y Christmas (Navidad en inglés). Winter-een-mas, como todo feriado, es una temporada, que dura todo el mes de enero, pero, principalmente se ubica entre los días 25 y 31. La principal celebración es a los videojuegos y a la gente que los juega, agradeciendo la abstracción de la realidad que estos proporcionan.

### Historia
Winter-een-mas fue una ocurrencia de Ethan Ryan McManus (protagonista de la historia) durante un día de mucho frío en invierno, donde decidió crear un feriado del cual sería Rey.
Se menciona por primera vez en la página que lanzó el 27 de enero del 2003. Al año siguiente, en el 2004, debido al inesperado éxito que tuvo, salieron siete capítulos donde a un gamer se le revelan los siete espíritus, que representaban distintos géneros de videojuegos, y que le dieron un origen mítico a Winter-een-mas.
En el cómic el desarrollo del Winter-een-mas tuvo un divertido vuelco, ya que, en la edición del 23 de enero de 2004 Lucas (el mejor amigo de Ethan), quién el 2003 se mostró escéptico ante la idea de este nuevo feriado, fue sorpresivamente saludado por un transeúnte que le dijo: "happy winter-een-mas" (feliz winter-een-mas), y, en el capítulo siguiente, el 24 de enero, Lucas se aquejaba de que Winter-een-mas lo rodeaba. Desde esa fecha el winter-een-mas se instaló en el cómic y en sus personajes, repercutiendo en sus lectores, quienes fueron transformándolo en una celebración oficial.
Pero dentro del cómic, el Winter-een-mas no ha estado exento de problemas: un usurpador del trono y una mega corporación dispuestos a sacar lucro de la originalidad de Ethan abren paso a una de las historias más emocionantes de la saga del Winter-een-mas.
Durante la saga del 2005 un impostor llamado Josh intenta robarle el trono de Winter-een-mas a Ethan, con quien se bate en un cruento duelo, y, finalmente, Ethan sale victorioso como el legítimo rey de Winter-een-mas.
En la saga del 2006 una mega corporación intentó robarle el Winter-een-mas a Ethan raptando a su novia Lilah. Para salvar la vida de su novia se rinde y le da el Winter-een-más y la corona y el cetro de rey al extraño empresario, pero luego, el pueblo gamer, le devuelve la corona a Ethan y lo avalan como el legítimo rey del Winter-een-mas.

### Celebraciones
Durante el Winter-een-mas en la realidad se efectúan celebraciones desde el 25 de enero hasta el 31 de enero:
- 25 de enero: Juegos de aventura, se simboliza con un hombre vestido como Indiana Jones.

- 26 de enero: First Person Shooter (Tirador en primera persona, FPS), con un joven de 21 años privado de sueño como símbolo.

- 27 de enero: Juegos de pelea, representado por un artista marcial con muchos golpes en la cabeza

- 28 de enero: Real Time Strategy (estrategia de tiempo real, RTS), cuyo emblem es un viejo de barba larga con un pequeño protector dentro de otro pequeño protector.

- 29 de enero:Juegos de Carreras, mostrado como un piloto de carreras con un casco pasado de moda, anteojos de carrera sujetando un manubrio destartalado.

- 30 de enero: Role Playing Games (Juegos de Rol, RPGs), descritos como una mujer elfo tirando dados de más de 6 caras.

- 31 de enero: Juegos de deportes, con un gordo adulto usando una camiseta deportiva con el número 10 y una cerveza y un sándwich en las manos.

### Actualidad
En la actualidad, el creador del cómic, Tim Buckley, organiza eventos para la fecha, que cae a mediados de enero, estos eventos de videojuegos llevan por nombre 'overload' que, para asistir, hay que inscribirse y pagar una cuota. También se hacen eventos alrededor de todo el mundo, en México, Japón, Australia, Canadá y Estados Unidos. 
Se celebra Winter-een-mas junto a los amigos, usando ropa y/o accesorios de videojuegos y especialmente escribiendo cartas de agradecimiento a los creadores.